# Phtheirospermum parishii
Phtheirospermum parishii là loài thực vật có hoa thuộc họ Cỏ chổi. Loài này được Hook. f. miêu tả khoa học đầu tiên năm 1884.